# Nadine Visserová
Nadine Visserová (* 9. února 1995, Hoorn) je nizozemská atletka, jejíž specializací jsou krátké překážkové běhy a sedmiboj.

## Sportovní kariéra
V roce 2014 na juniorském mistrovství světa získala bronzovou medaili v sedmiboji a v běhu na 100 metrů překážek. V následující sezóně doběhla třetí v běhu na 100 metrů překážek na Mistrovství Evropy v atletice do 23 let 2015. V roce 2017 na tomto šampionátu v překážkovém sprintu zvítězila. Při mistrovství světa v Londýně ve stejné sezóně obsadila v běhu na 100 metrů překážek i v sedmiboji sedmé místo. O rok později vybojovala bronzovou medaili v běhu na 60 metrů překážek na světovém halovém šampionátu. Zatím největším úspěchem se pro ni stal titul halové mistryně Evropy v běhu na 60 metrů překážek na halovém mistrovství Evropy v roce 2019.